# Givre
Pour les articles homonymes, voir Givre (homonymie).

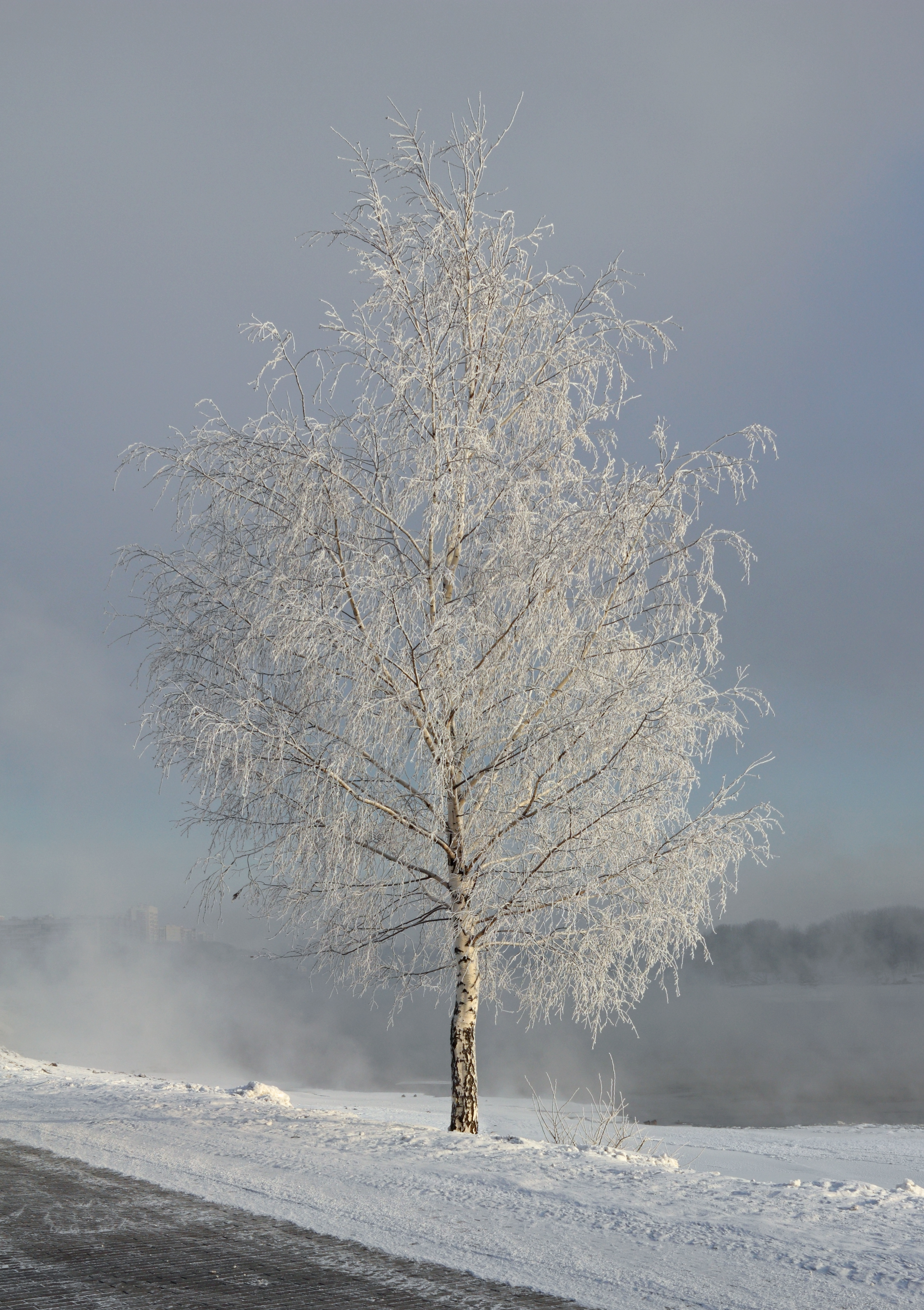
Arbre pris par le givre.

Le givre est une forme de glace qui se crée à partir de l'humidité de l'air dans des conditions de températures spécifiques, inférieures à 0 °C, et de faible vent.

## Conditions de formation
Le givre se crée par un dépôt lent de microgouttelettes en surfusion (à une température inférieure au point de fusion de 0 °C) sur une surface froide (à une température inférieure à 0 °C). En effet, l'eau peut rester sous forme liquide jusqu'à −39 °C à la pression atmosphérique au niveau de la mer, si elle ne rencontre pas de noyau de congélation. Lors d'un tel contact, elle passe directement à l'état solide et forme des cristaux de glace, tout comme se forme la neige.
Dans l'atmosphère, la source de gouttelettes pour le givre est un nuage ou le brouillard. Le givrage effectué sur des surfaces solides constitue alors un revêtement opaque et granuleux qui s'accroit dans la direction d’où vient le faible vent. Il est fréquent en hiver sur le sol, la végétation, les objets et les aéronefs. Le givre peut également se déposer sur des flocons de neige dans les nuages et les enrober d'un dépôt glacé qui augmentera leur densité (grésil).
Dans le manteau neigeux, la source est la vapeur d'eau :
- en cas de fort gradient de température, le givre de profondeur se constitue lentement (plusieurs jours) à la base du manteau, avec un cristal en forme de gobelet (creux à l'intérieur),
- en cas de fort rayonnement nocturne, le givre de surface se constitue rapidement (en quelques heures) à la surface du manteau, avec un cristal en forme de flamme plane.

Ces deux derniers givres sont translucides et sans cohésion.

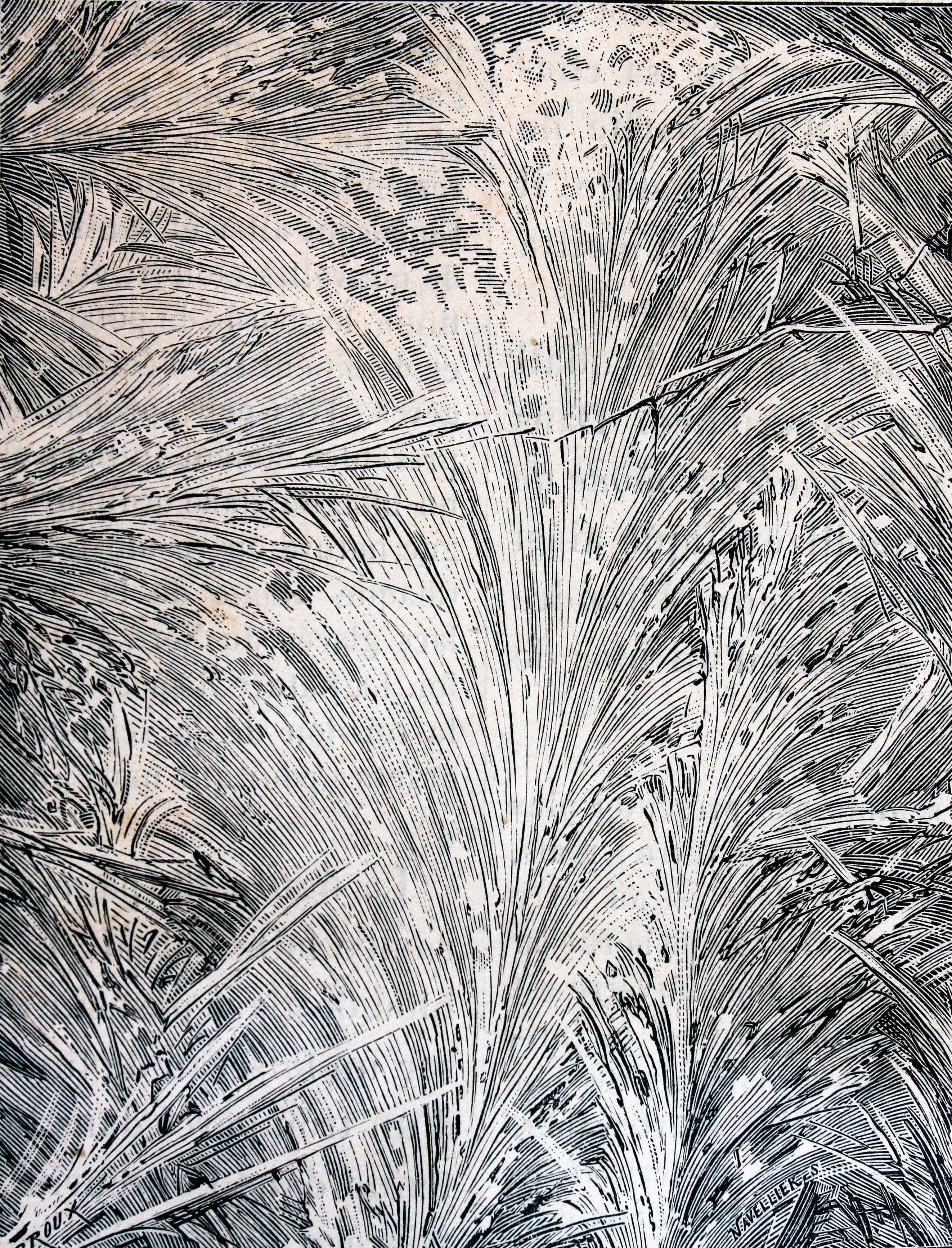
Givre sur un carreau de vitre.
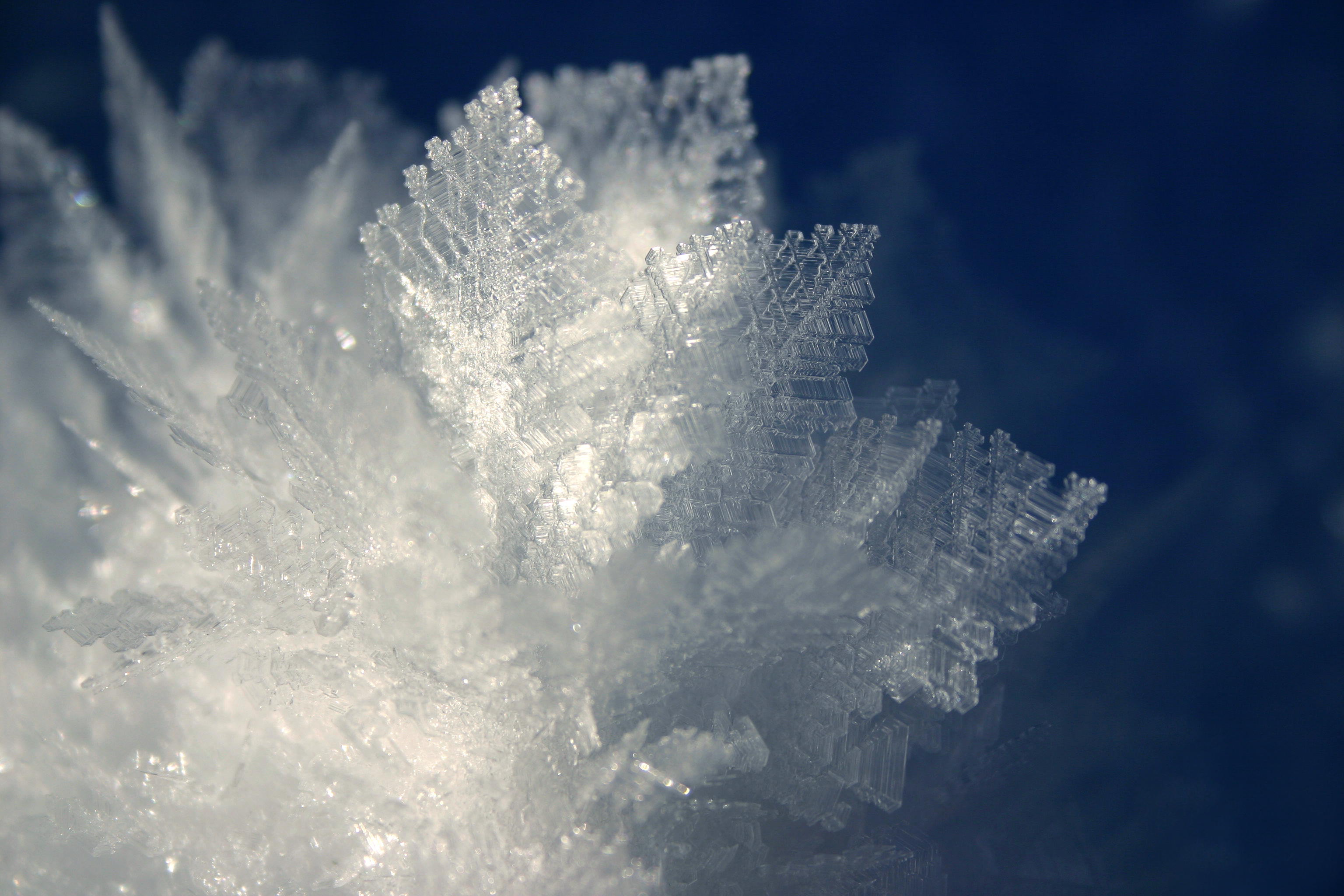
Accumulation de cristaux de givre de surface.
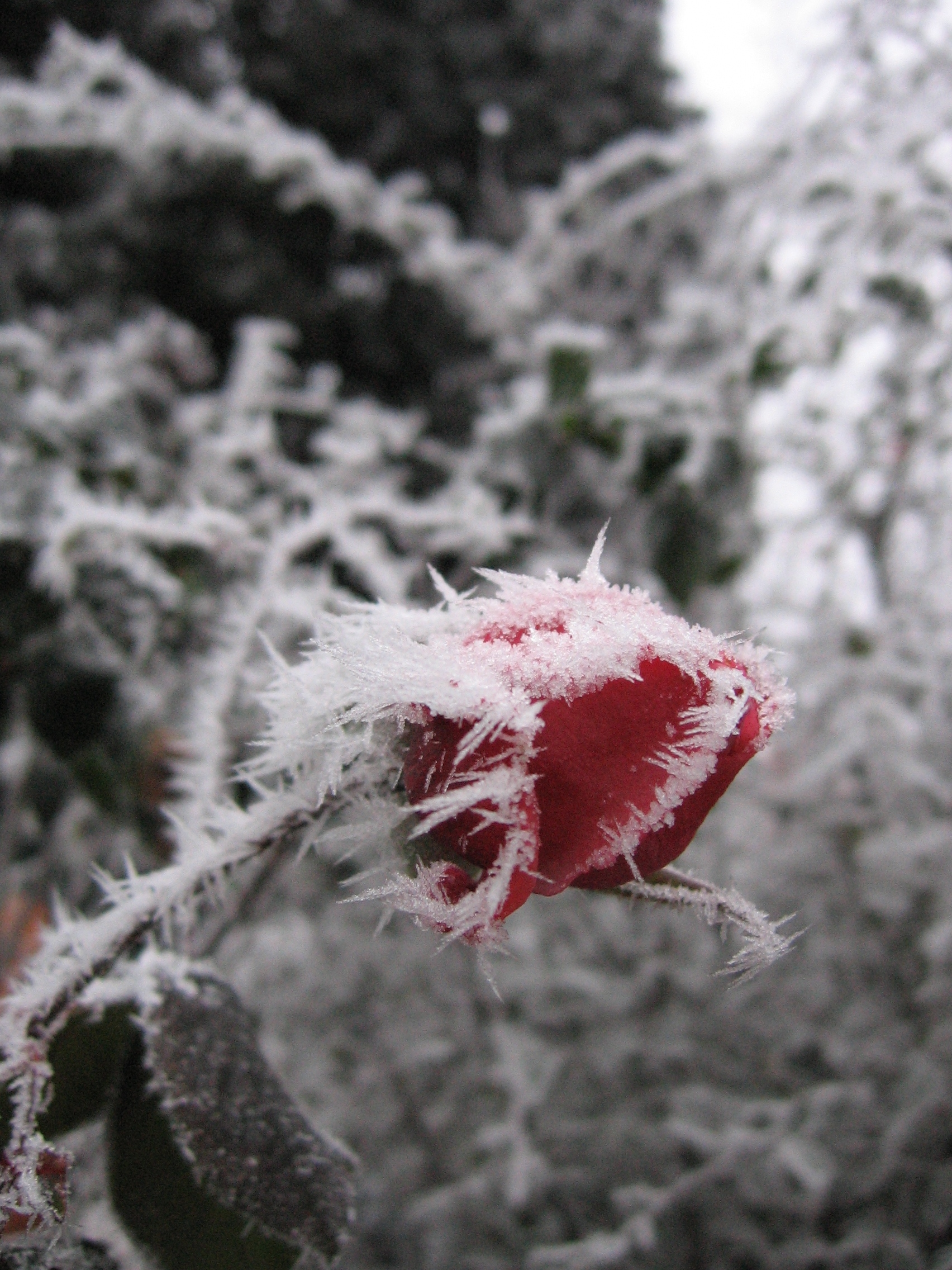
Givre sur une rose.
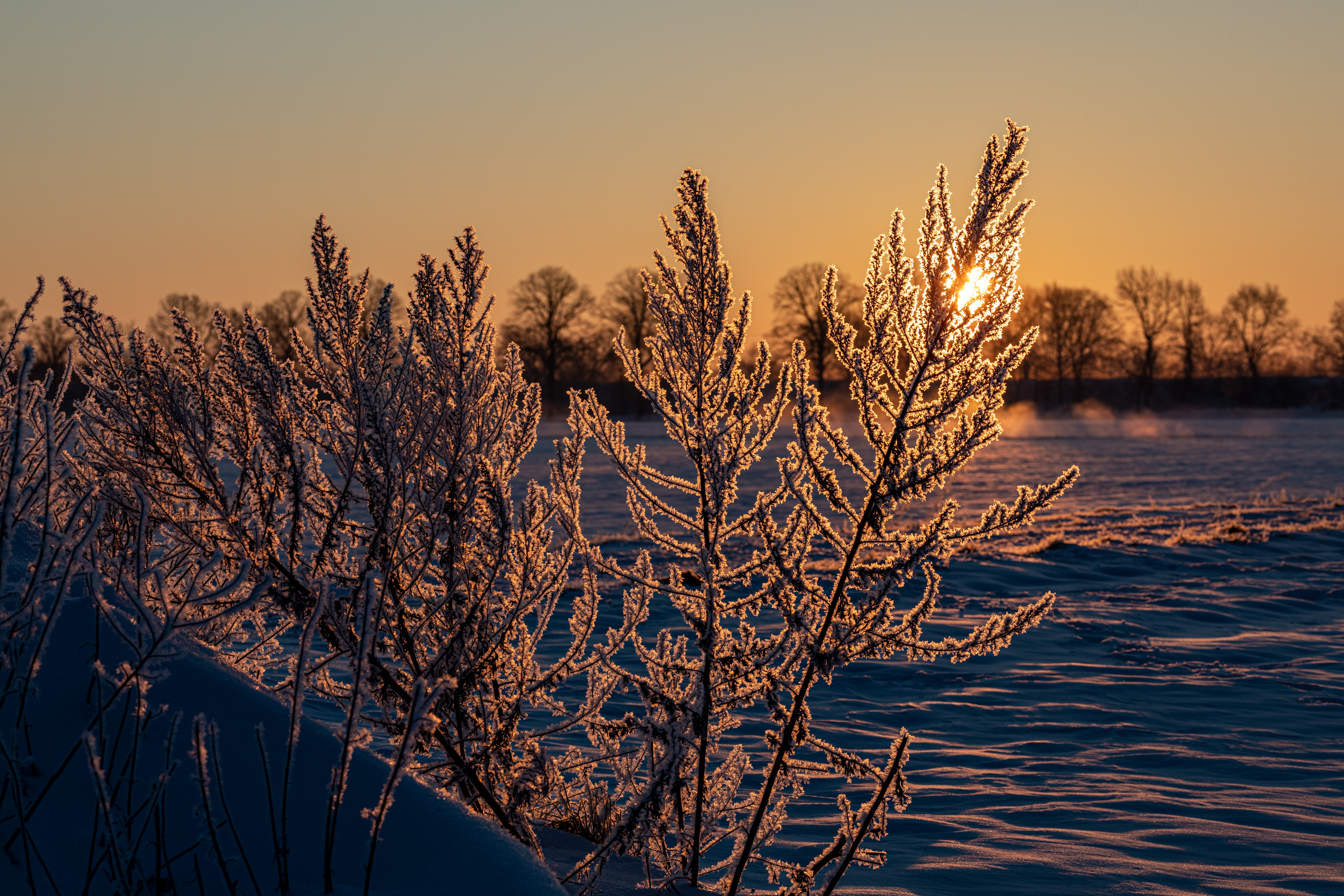
Givre vers Dülmen, Allemagne. Février 2021.
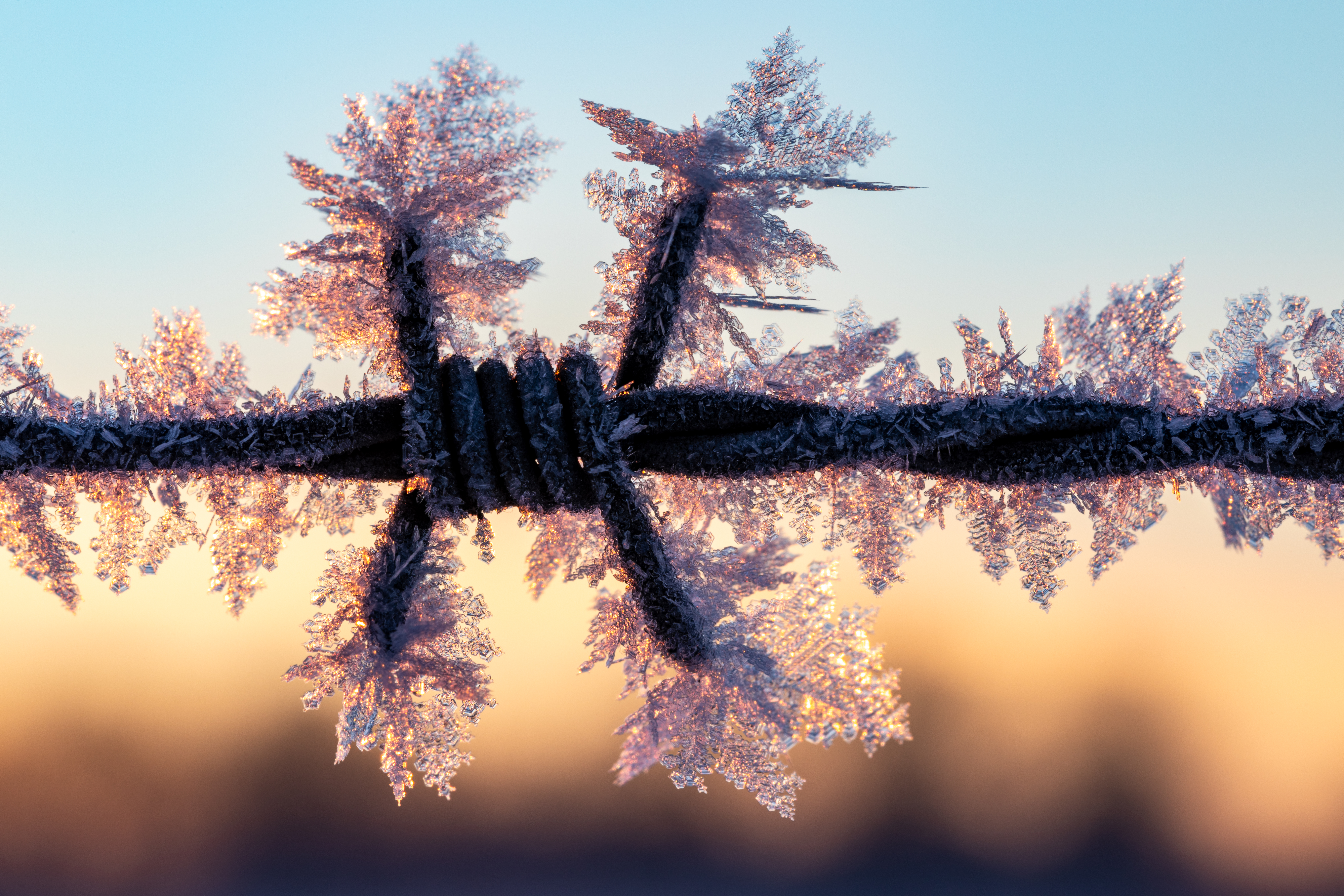
Givre sur un fil de fer barbelé, toujours vers Dülmen. Février 2021.

## Différence par rapport à la gelée blanche et au verglas
La gelée blanche n'est pas liée au phénomène de surfusion, contrairement au givre. Elle se déclenche immédiatement dès que le refroidissement de l'air (contenant de la vapeur d'eau) près de la surface solide, le plus souvent par rayonnement nocturne, lui a fait atteindre la température du point de gelée, et sans passer par une température plus basse. C'est donc une condensation solide (passage de l'état gazeux à l'état solide). La gelée blanche se présente généralement sous un aspect cristallin, prenant la forme d'aiguilles, de plumes, d'écailles, d'éventails etc. Ce que l'on voit sur une vitre, au sens scientifique, n'est pas du givre mais de la gelée blanche.
Le verglas est de la pluie ou de la bruine qui gèle. Les gouttes sont plus grosses et ne sont pas nécessairement surfondues. En se congelant au contact d'objets sous le point de congélation, elles forment une couche claire uniforme sur ces surfaces.

## Risques et conséquences

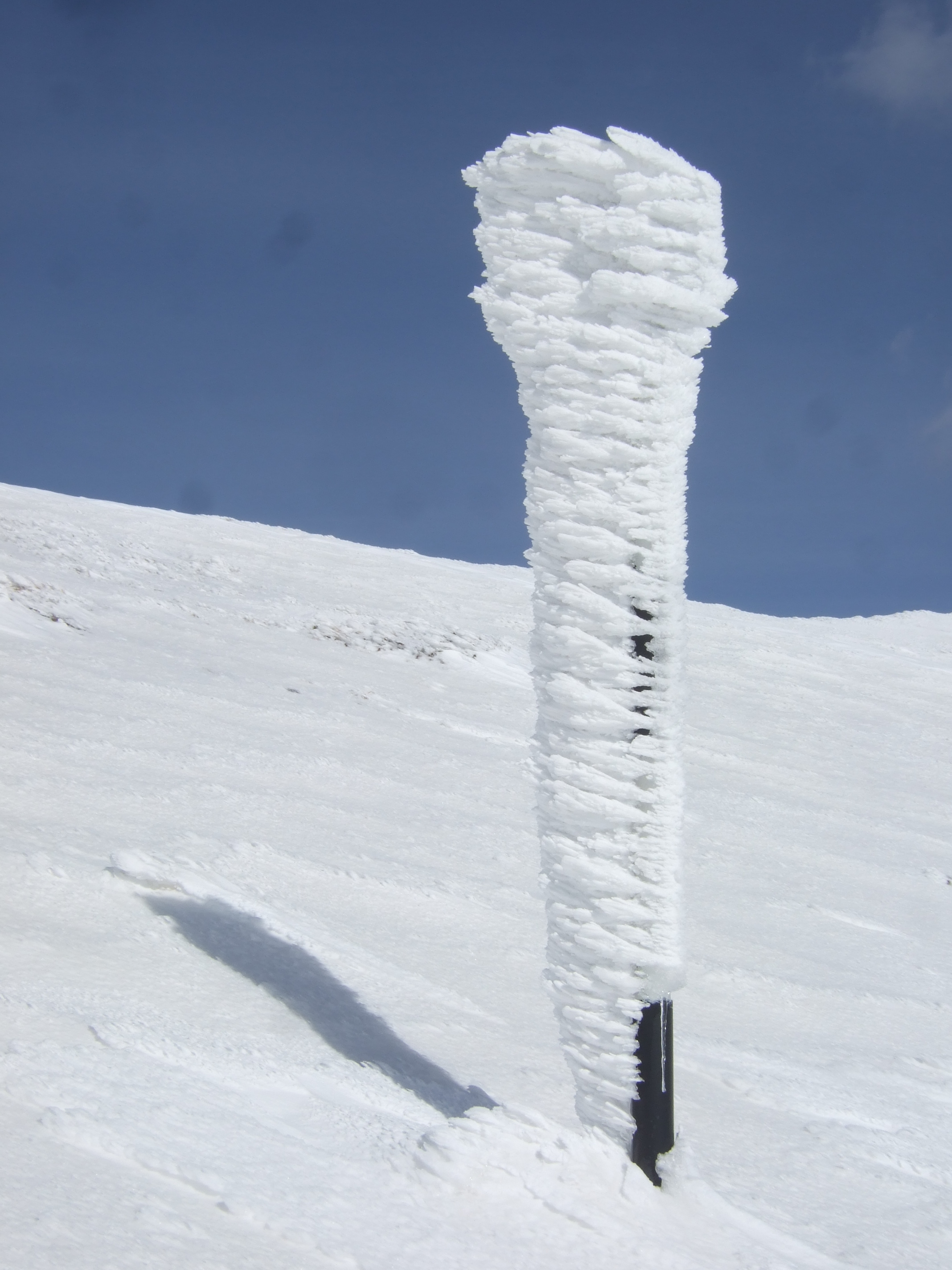
Givre opaque sur un tube montrant la direction du vent lors de la déposition (depuis la gauche).

### Aéronautique
Sur des moteurs thermiques à carburateur (aéronefs ultralégers motorisés, avions...), le givrage peut créer une obstruction du Venturi et donc, par manque d'oxygène, un dysfonctionnement voire un arrêt du moteur. Le problème peut être résolu par aspiration d'air préchauffé (prélevé au-dessus ou autour de l'échappement par exemple).
Le refroidissement brutal d'un air humide autour d'une aile d'avion très froide peut également créer des conditions favorables à la formation de givre sur son bord d'attaque. Un aéronef qui demeure un certain temps dans la zone à risque de givrage peut connaitre de sérieux problèmes :
- les caractéristiques aérodynamiques de l'aile se dégradent et sa portance diminue, ce qui peut conduire à un décrochage ;
- le poids du givre peut devenir excessif.

### Plongée
La détente adiabatique d'un gaz (en cas d'échange thermique insuffisant) peut aussi conduire au givrage. Le cas peut se présenter à la sortie d'un détendeur lors d'une plongée en eau froide (plongée sous glace ou parfois en plongée profonde). Au niveau du premier étage de décompression du détendeur, le froid ambiant, augmenté par l'effet Venturi fait parfois givrer l'air sortant de la bouteille de plongée. Les clapets se figent alors et l'air sort en débit constant, vidant une bouteille en quelques minutes. Cet incident peut avoir de graves conséquences et nécessite, outre des mesures indispensables de prévention, de pouvoir fermer rapidement le robinet du détendeur en panne et de respirer sur un second système totalement indépendant, d'où la nécessaire redondance de l'équipement ou l'assistance d'un second plongeur en cas de pareil risque.